# Abrebotellas

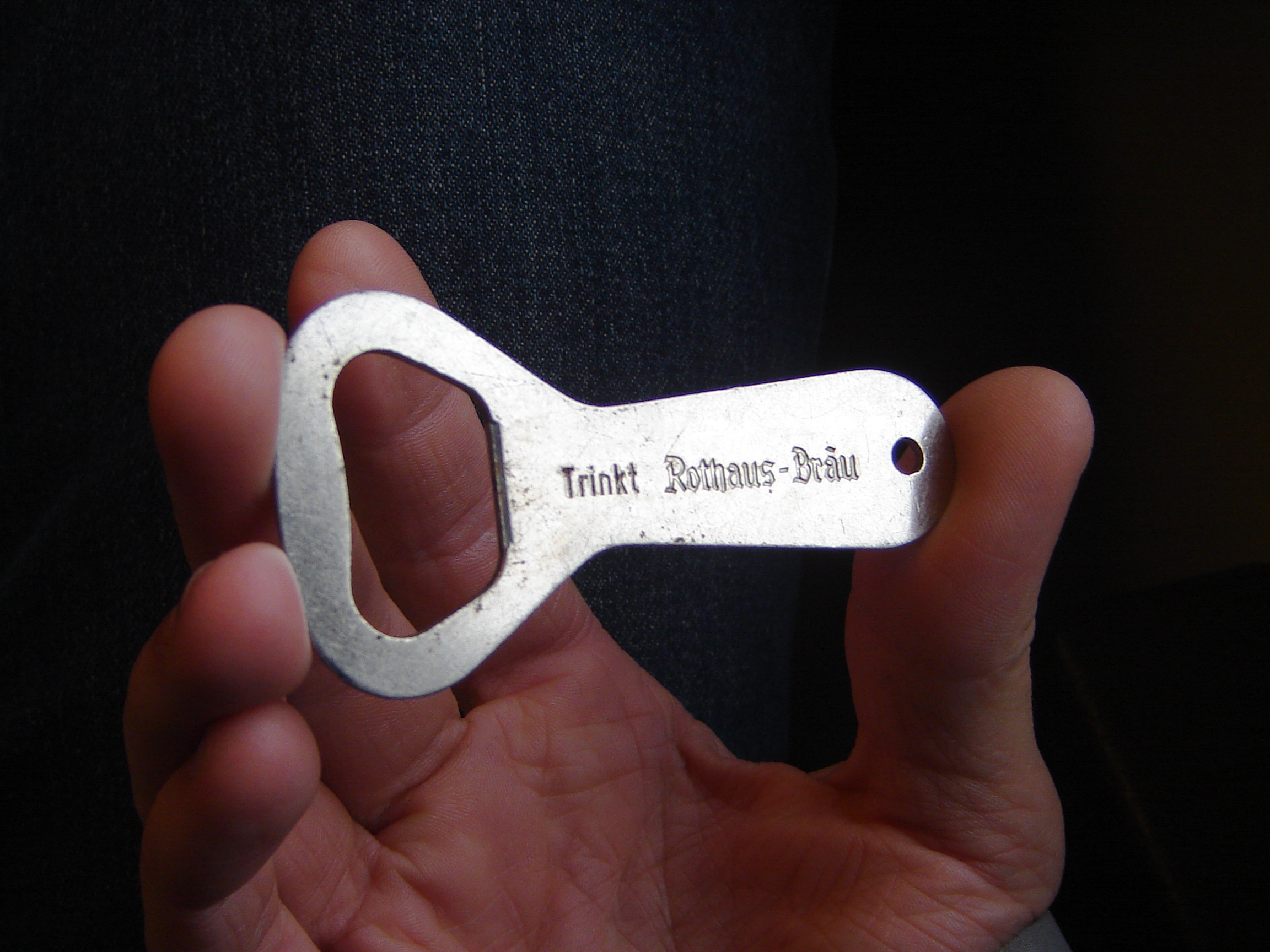
Abrebotellas.

El abrebotellas, abridor o destapador es un utensilio metálico utilizado para abrir botellas retirando el tapón corona. El principio del abrebotellas consiste en un resalte que se inserta en la base de la chapa a modo de cuña y un mango con el que se ejerce una acción de palanca para retirarla.
Por su gran utilidad, constituye un objeto habitual de regalo y de merchandising, por ejemplo, para envasadores de bebidas que insertan su logotipo o imagen en el mango.
Entre los diferentes tipos de abrebotellas, se pueden destacar:

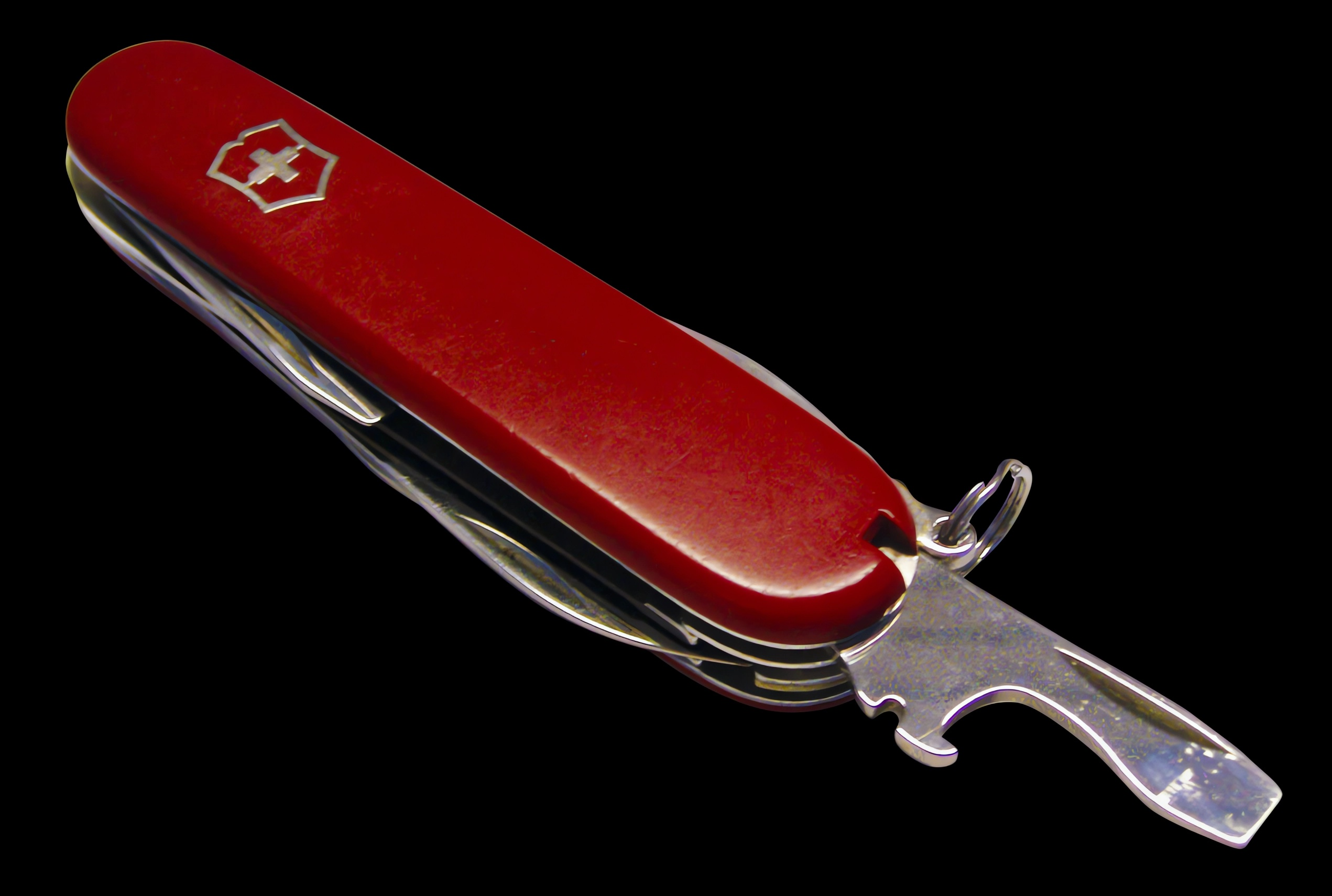
Abrebotellas integrado en una navaja.

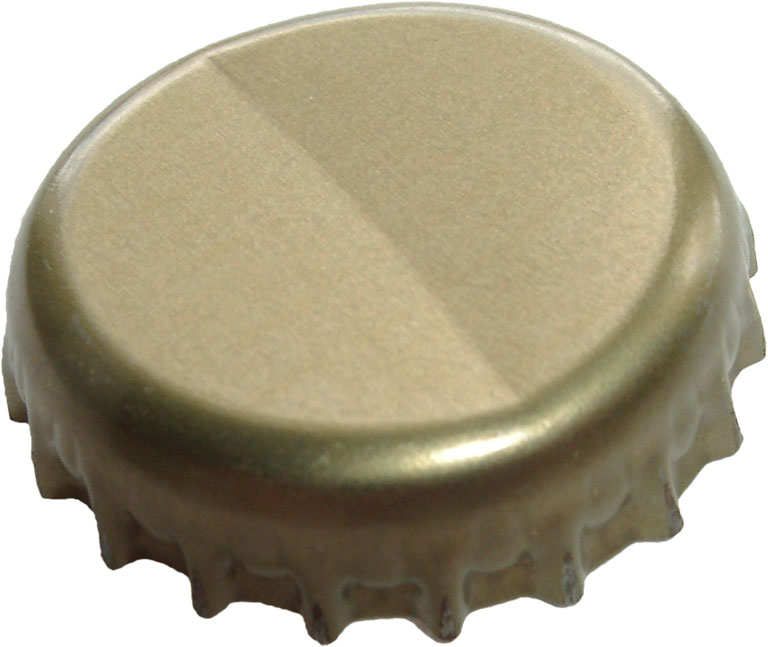
Tapón corona tras la operación de apertura.

- El abrebotellas de mango corto muy propio de hostelería pues se puede transportar en el bolsillo. Su movimiento es de atrás adelante exigiendo mayor esfuerzo y habilidad que los de mango largo. También puede ser plegable combinado con un sacacorchos o integrado en una navaja suiza.
- El abrebotellas con cabeza redondeada cuyo movimiento de apertura es de adelante atrás. A veces, se combina con un sacacorchos de alas.
- El adosado a una pared o integrado en un recipiente que se utiliza para recoger las chapas.